# Kōri-jima
Kōri-jima (古宇利島, Kōri-jima) est une île japonaise de l'archipel d'Okinawa en mer de Chine orientale. De forme circulaire, elle est située au nord de Yagaji-jima.
D'un point de vue administratif, elle fait partie du village de Nakijin dans la préfecture d'Okinawa.